# 梁羽生
梁 羽生（りょう うせい）は中国香港の小説家。新武俠小説の開祖とされる。本名は陳 文統。

## 略歴
読書人の家に生まれたために幼い頃より文学に親しみ、奥深い教養を身につけることができた。日中戦争終結後に嶺南大学へ進んで国際経済学を専攻、卒業後の1949年に香港の新聞社『大公報』に就職し、最初は英文の翻訳を、後に記事の執筆も行うようになる。
その後、マカオで白鶴拳の陳克夫と呉派太極拳の呉公儀の2人の武術家が対戦を行って話題となったことを契機に、1954年に自身の最初の武俠小説『龍虎闘京華』を『大公報』の娯楽紙面『新晩報』に発表した。これが新武俠小説の始まりとされている。以後、1984年までに35作の武俠小説を発表し、金庸、古龍と並ぶ武俠小説の大家として揺るぎない地位を築き上げた。武俠小説以外にも散文や評論文、随筆も書いている。
1987年にオーストラリアへ移住した。2009年1月22日、シドニーで病没。

## 梁羽生の武俠小説
梁羽生は金庸、古龍と並んで新派武俠小説の三大家と称される、武俠小説の代表的作家である。 金庸と同様に歴史上の事件や人物を巧みに創作世界に織り込んだ格調高い作風で知られ、俠義と情愛の狭間で揺れ動く男女の恋愛物語を纏綿たる筆致で描き出している点、及び民族性を盛り込んだ一種の愛国主義的要素が見られる点が特徴的であるとされる。西洋小説の影響を受けた金庸と比べると、より古典的な味わいがある。
また、明代から清代にかけてを舞台とし、天山派の誕生と興亡を描いた一連の作品群は、「天山系列」と呼ばれ、梁羽生の代表作となっている。

## 作品一覧
- 武俠小説（執筆順）
  - 『龍虎闘京華』 (1954年)
  - 『草莽龍蛇伝』 (1954年)
  - 『七剣下天山』 (1956年)
  - 『江湖三女俠』 (1957年)
  - 『白髪魔女伝』 (1957年)
  - 『塞外奇俠伝（飛紅巾）』(1957年)
  - 『萍踪俠影録』 (1959年)
  - 『冰川天女伝』 (1959年)
  - 『還剣奇情録』(1959年)
  - 『散花女俠』 (1960年)
  - 『女帝奇英伝（唐宮恩怨録）』 (1961年)
  - 『聯剣風雲録』(1961年)
  - 『雲海玉弓縁』 (1961年)
  - 『冰魄寒光剣（幽谷寒冰）』 (1962年)
  - 『大唐游俠伝』(1963年)
  - 『冰河洗剣録』 (1963年)
  - 『龍鳳宝釵縁』 (1964年)
  - 『挑灯看剣録（狂俠天驕魔女）』(1964年)
  - 『風雲震九州』(1965年)
  - 『慧剣心魔』(1966年)
  - 『俠骨丹心』(1967年)
  - 『瀚海雄風』(1968年)
  - 『鳴鏑風雲録』(1968年)
  - 『游剣江湖（弾鋏歌）』(1969年)
  - 『風雲雷電』(1970年)
  - 『牧野流星（折戟沈沙録）』(1972年)
  - 『廣陵剣』(1972年)
  - 『武林三絶』(1972年)
  - 『絶塞伝烽録』(1975年)
  - 『剣網塵絲』(1975年)
  - 『幻剣霊旗』(1975年)
  - 『弾指驚雷』(1977年)
  - 『飛鳳擒龍（飛鳳潜龍）』(1978年)
  - 『武当一剣』(1980年)
  - 『武林天驕』(1983年)

- 武俠小説（作中時代順）
  - 唐代
    - 『女帝奇英伝』
    - 『大唐游俠伝』～『龍鳳宝釵縁』～『慧剣心魔』

  - 宋代
    - 『武林天驕』～『狂俠天驕魔女』～『飛鳳潜龍』～『鳴鏑風雲録』～『瀚海雄風』～『風雲雷電』

  - 明代
    - 『還剣奇情録』～『萍踪俠影録』～『散花女俠』～『白髪魔女伝』～『聯剣風雲録』～『廣陵剣』～『武林三絶』

  - 清代
    - ～『塞外奇俠伝』～『七剣下天山』～『江湖三女俠』～『冰魄寒光剣』～『冰川天女伝』～『雲海玉弓縁』～『冰河洗剣録』～『風雲震九州』～『俠骨丹心』～『游剣江湖』～『牧野流星』～『弾指驚雷』～『絶塞伝烽録』～『剣網塵絲』～『幻剣霊旗』
    - 『武林一剣』
    - 『龍虎闘京華』～『草莽龍蛇伝』

## 日本語訳
- 『七剣下天山』（土屋文子訳、全2巻、徳間文庫、2005年）

## 映像化作品
- 『七剣下天山』 → 『セブンソード』 香港・中国合作映画 2005年、『セブンソード 〜七剣下天山〜』 中国ドラマ 2005年、『セブンソード 修羅王の覚醒』 中国映画 2019年、『セブンソード 黄泉がえりの七情花』 中国映画 2020年

- 『大唐游俠伝』 → 『大唐游侠伝』 中国ドラマ 2007年
- 『俠骨丹心』 → 『侠骨丹心』 中国ドラマ 2006年
- 『游剣江湖』 → 『游剣江湖』 中国ドラマ 2006年